# Onitis upembanus
Onitis upembanus là một loài bọ cánh cứng trong họ Bọ hung (Scarabaeidae).